# Despero
Despero è un personaggio immaginario che compare nei fumetti pubblicati dalla DC Comics. Il personaggio comparve per la prima volta in Justice League of America n. 1 (ottobre 1960) e fu creato da Gardner Fox e Mike Sekowsky.
Debuttando nella Silver Age dei fumetti, il personaggio comparve sia nei fumetti che in prodotti correlati alla DC Comics come film e serie televisive animati, carte da gioco e video giochi.
Nel 2010 la IGN inserì Despero al 96º posto nella lista "i più grandi criminali di tutti i tempi".

## Storia di pubblicazione
Despero comparve per la prima volta in Justice League of America n. 1 (ottobre 1960), e lo scrittore Mike Conroy notò "Fu il primo di numerosi inserimenti che l'aspirante conquistatore dell'universo avrebbe avuto con la super squadra".
Despero divenne un criminale semi-regolare e ritornò in Justice League of America n. 26 (marzo 1964), n. 133 e n. 134 (agosto-settembre 1976), e n. 177 e n. 178 (aprile-maggio 1980). Il personaggio ebbe un cammeo in Justice League of America dal n. 247 al n. 250 (febbraio-maggio 1986) per comparire poi come antagonista principale nei n. da 251 a 254, da giugno a settembre 1986.
Despero ritornò in una storia più grande in Justice League of America vol. 2 dal n. 37 al n. 40 (aprile-luglio 1990) e in Justice League Europe dal n. 30 al n. 34 (settembre 1991-gennaio 1992). Il corpo del personaggio ricomparve come ospite per L-Ron in Justice League Task Force n. 0 (ottobre 1994), dal n. 13 al n. 33 (giugno 1994-marzo 1996), e n. 37 (agosto 1996) e in Justice League International n. 67 e n. 68 (agosto-settembre 1994). Ricomparve poi in forma di spirito in Supergirl vol. 4 n. 17 e n. 18 (gennaio-febbraio 1998) e in Young Justice n. 6 (marzo 1999).
Infine, Despero ricomparve in tutto il romanzo grafico JLA/JSA: Virtue and Vice (dicembre 2002), e comparve nella storia "Crisi di coscienza" in JLA dal n. 115 al n. 119 (settembre-novembre 2005), Superman/Batman n. 33 (marzo 2007), e Trinity n. 4 (giugno 2008). Despero ritornò in una forma più umana in una storia ambientata in un universo alternativo in Booster Gold n. 5 (febbraio 2008) e dal n. 7 al n. 10 (aprile-agosto 2008).
Il personaggio ritornò in Justice League of America vol. 2 n. 38 (dicembre 2009) e comparve poi in R.E.B.E.L.S. n. 12 e 13 (marzo-aprile 2010).
Nel 2009, Despero fu inserito al 96º posto nella lista "I Più Grandi Criminali di Tutti i Tempi", creata da IGN.

## Biografia del personaggio
Despero comparve per la prima volta mentre inseguiva due ribelli del pianeta Kalanor, che egli governava come tiranno (pre-Crisi era un sistema solare dimensionale). I due cercarono un modo di creare un'arma che potesse ucciderlo. I ribelli riuscirono a mettersi in contatto con la Justice League of America grazie a Flash, che accettò la sfida di Despero dopo che questi mise il resto della squadra in trance ipnotico. Flash fu battuto ad un gioco simile agli scacchi poiché Despero barò utilizzando i suoi poteri mentali, e sia Flash che il resto della JLA furono scagliati su mondi diversi. Despero scoprì di ciò leggendo le menti di uno dei ribelli che aveva inseguito e teletrasportato, anche se suo padre e Flash furono protetti dal "bagliore blue" del viaggiatore temporale. Tuttavia, la JLA fu ora in grado di fuggire da tutti i pericoli dei mondi su cui si trovavano e ritornarono sulla Terra utilizzando un viaggiatore dimensionale, uno degli scagnozzi di Despero che riuscirono a catturare dopo che Flash lo sconfisse. Despero trovò il ribelle e volle utilizzare le sue armi assorbi-energia che lo stesso ribelle intendevaì utilizzare per disabilitare le armi che Despero avrebbe usato per conquistare la Terra, e invece Snapper Carr le usò per indebolire il criminale dopo aver finto di essere stato ipnotizzato, anche se il "bagliore blu" lo proteggeva. Despero fu quindi imprigionato e Kalanor fu liberato.
Despero si fece rimuovere chirurgicamente il terzo occhio, perdendo così i suoi poteri ipnotici. Infine, ricrebbe, Despero inscenò la sua morte in un'esplosione in un laboratorio e per vendicarsi fece invecchiare metà della JLA e bandì il resto su tre mondi diversi, dove fece sì che i rettili, gli insetti e la vita marina divenissero intelligenti, pianificando però di conquistare questi mondi più avanti. Quando Despero tentò di ingannare Wonder Woman mascherandosi da Superman, lei sopraffece il nemico con il suo Lazzo della Verità, sapendo che quel tipo di potere non aveva effetto su Superman, e costringendolo a smettere. Despero fu fermato di nuovo quando la JLA intervenne nel suo piano intergalattico di conquista, e salvò Martian Manhunter che venne costretto a giocare una partita scacchi in cui si decideva la vita e la morte.
Infine, Despero ritornò con abilità maggiori, e distrusse completamente il Satellite della Justice League of America. Dopo aver sconfitto la League, Despero riformò Gotham City perché si adeguasse ai suoi propositi. Schernito da Batman, Despero fu infine distratto, permettendo all'eroe Vibe di estinguere la "Fiamma di Py'tar", la fonte del potere di Despero. La forma del criminale fu immediatamente dissipato e la realtà si ricostituì.
Despero tornò insieme, e prese di mira il membro della JLA Gypsy. Dopo aver ucciso i genitori di Gypsy, stava per uccidere anche lei quando intervenne Martian Manhunter. Il criminale sconfisse velocemente l'eroe, anche se subito dopo comparve Guy Gardner che lo scagliò via. Despero, quindi, irruppe nel quartier generale della Justice League, e uccise Acciaio all'epoca in coma (sotto supporto vitale a causa delle ferite riportate dopo uno scontro con gli androidi del Professor Ivo). Quando Despero era in procinto di uccidere Blue Beetle, Martian Manhunter gli conferì il dono di "Mayavanna": un sacro rito marziano che fornisce al soggetto colpito una realtà in cui vengono esauditi i suoi desideri. Despero si ritrovò a uccidere l'intera Justice League e a distruggere il mondo, e fu così immediatamente in pace. Il criminale fu convertito in un feto, e fu donato al commerciante Manga Khan in cambio del suo servo robot, L-Ron.
Un Despero nuovamente maturo si ritrovò infuriato e fuggì da Manga Khan, ritornando sulla Terra per battersi con la JLA. Ignoto a Despero, Kahn assunse il cacciatore di taglie Lobo per ricatturarlo. Despero ingaggiò una battaglia con la League, la Justice League Europe, e Lobo a Times Square, a New York, e li tenne tutti a bada. Disperati, L-Ron e la Lanterna Verde Kilowog utilizzarono il collare da schiavo che Despero aveva ancora intorno al collo per scambiare la sua mente con quella del robot, dopodiché distrussero il corpo di L-Ron, e ora nel corpo di Despero, L-Ron fece ritorno da Manga Khan.
L-Ron ricomparve, sempre nel corpo di Despero, e ebbe una serie di avventure al fianco della Justice League Task Force e della Justice League International. Despero ritornò in forma di spirito, e si rimpossesso temporaneamente del suo corpo finché non fu fermato dalla supereroina Supergirl. Così, il criminale fece un secondo tentativo di riottenere la sua forma corporea, possedendo Martian Manhunter. La squadra Young Justice, però, utilizzò la paura di Manhunter per il fuoco contro di lui e il membro della Young Justice Secret poté bandire la forma eterea di Despero.
Lo spirito di Despero ritornò poi con l'aiuto del nemico della Justice Society of America, Johnny Sorrow, e si impossessò del corpo di Lex Luthor, il corrente Presidente degli Stati Uniti. Insieme rilasciarono i Sette Peccati Capitali dell'Uomo che si impossessarono di sette membri della JLA e della JSA, per poi neutralizzare il Mago Shazam. Il resto delle squadre guidarono con successo i Peccati dai loro compagni, e infine sconfissero sia Sorrow che Despero, il quale fu tolto dal corpo di Luthor dopo essere stato esposto allo sguardo letale di Sorrow. Il criminale ritornò come forza guida dietro la Società segreta dei supercriminali, e permise loro di ricordare che una volta vennero a conoscenza delle identità segrete dei Leaguers. Anche se Despero ebbe il controllo mentale della maggior parte della League, fu infine fermato da Lanterna Verde e imprigionato sul pianeta Oa.
Alleatosi con una razza che distruggeva le specie indegne di sopravvivere, Despero tentò di convincere questa razza a distruggere la Terra utilizzando una sostanza aliena nota come "Blackrock" per influenzare gli alieni super umani della Terra - Martian Manhunter, Supergirl, Starfire, ecc. - perché si rivoltassero all'umanità giocando sui loro occasionali sentimenti di isolamento. Tuttavia, i suoi sforzi furono sventati quando Batman si espose alla Blackrock mentre si trovava sotto l'attacco di Superman: la vista della contaminazione del suo amico aiutò Superman a riconoscere cosa gli stava accadendo, permettendo al supereroe di confrontarsi direttamente con gli alieni e convincerli che Despero li stava ingannando. Despero ritornò nella sua forma originale quando fu tolto dalla linea temporale da Mr. Mind, e fu convinto ad unirsi ad un gruppo chiamato "Time Stealers", che crearono un universo alternativo che differiva in modo significante da quello originale. L'eroe Booster Gold e numerosi suoi alleati (Rip Hunter e la Justice League International) infine riuscirono a disfare il cambiamento e ricostituire l'universo originale.
Despero si alleò brevemente con i criminali Morgana Le Fey ed Enigma e divenne simile ad un dio finché non fu sconfitto dagli sforzi combinati di Superman, Batman e Wonder Woman. Despero ritornò all'attacco contro la League, ma quando fu teletrasportato via dall'eroina Zatanna, fu imprigionato su Oa ancora una volta.
Su richiesta del computer umano Vril Dox, Despero si unì al combattimento contro lo Starro originale (un umanoide), che controllava tutte le altre versioni e stava conquistando la galassia. Despero ingaggiò una battaglia con lui personalmente e anche se fu distrutto facilmente si ricompose in una forma più evoluta, che tra l'altro era l'intenzione primaria del criminale. Vril Dox utilizzò la testa ancora viva di Despero come arma contro Starro e le sue forze.

## Poteri e abilità
Despero è un alieno del pianeta Kalanor, e in aggiunta ad un elevato intelletto possiede un terzo occhio sulla sua fronte in grado di esercitare controllo mentale, illusioni, telecinesi e telepatia. Despero è dotato anche di una forza e una resistenza sovrumane e grazie alla "Fiamma di Py'tar", una fonte mistica di potere, ha l'abilità di alterare la sua massa (da normale a quattro volte più massiccia), ottenendo così una forza, velocità e resistenza pari se non superiore a personaggi del calibro di Superman, Martian Manhunter e Capitan Marvel.

## In altri media

### Televisione
- Despero comparve negli episodi "Corpo e Mente (prima parte)" e "Corpo e mente (seconda parte)" della serie animata Justice League. In questa incarnazione, Despero è un nativo del pianeta deserto di Kalaron. Nato con un terzo occhio, divenne un fuori casta. Nei suoi viaggi attraverso il deserto, inciampò nella Fiamma di Py'tar, che gli diede l'abilità di controllare le menti degli altri e di proiettare colpi energetici che potevano perfino depotenziare le Lanterne Verdi. Mise su un'armata di seguaci potenziati dalla Fiamma di Py'tar, sconfisse numerosi membri del Corpo delle Lanterne Verdi, e minacciò di diffondere la sua fanatica crociata in tutta la galassia. Si scoprì infine che la Fiamma di Py'tar era in realtà una forza di vita dormiente di Kalanor. Martian Manhunter gli permise di parlare attraverso il suo corpo, esponendo quindi Despero come un inganno mentre rilasciava il Py'tar. Il Py'tar di conseguenza sparse il suo potere su tutto Kalanor, inseminandolo di vegetazione lussureggiante. I seguaci di Despero che viaggiavano in tutto l'universo furono tramutati in alberi che caddero sui pianeti vicini. Mentre lo stesso Despero fu trascinato sottoterra per non ricomparire mai più, le sue ultime parole furono "Oh Py'tar, ora vedo...il paradiso!".
- Despero comparve nell'episodio "The Eyes of Despero!" della serie animata Batman: The Brave and the Bold. Questa versione aveva degli occhi anche sui palmi delle mani in aggiunta al terzo occhio sulla fronte. Il suo piano era quello di rovesciare e distruggere il Corpo delle Lanterne Verdi ipnotizzandone i membri e tramutandoli nella sua armata. Quando riuscì a corrompere un grande numero di Lanterne, Hal Jordan sembrò sacrificare sia loro che sé stesso. Despero alterò il suo piano, corrompendo Mogo così da utilizzare il suo vasto potere per mettere sotto controllo mentale interi mondi in un istante. Batman, circondato dall'anello di Hal, così come le Lanterne Verdi Guy Gardner, Sinestro e G'nort, si allearono per liberare Mogo e sconfiggere Despero. Una volta che Mogo fu libero, lanciò un sasso che mise Despero fuori combattimento. Nell'episodio "Duel of the Double Crossers!", Batman fece combattere Despero contro gli Outsiders a Metropolis in una simulazione.
- Despero comparve nell'episodio "Cornered" della serie animata Young Justice: Invasion[22]. Questa versione era un gladiatore giunto sulla Terra per dimostrare di essere il più grande guerriero di 93 sistemi solari. Non parlò, ne volò, e lasciò che il suo maggiordomo, L-Ron, parlasse per lui. Despero imprigionò la Sala della Giustizia in un campo di forza, mise Zatanna in trance al fine di fermare un combattimento uno contro uno, e attaccò sia Capitan Marvel che Superboy. Quando Capitan Marvel ritornò ad essere Billy Batson, Despero lo mise in trance e sconfisse Superboy. Quando poi tentò di staccare la testa del supereroe, Bumblebee lo fermò, ma anche lei fu messa in trance. Appena in tempo, comparve Mal Duncan nel costume del Guardiano e tenne occupato Despero mentre Superboy e Miss Martian giunsero con un piano per fermarlo. Miss Martian svegliò Zatanna e ridiresse i poteri di Despero contro di lui, permettendo così a Superboy di metterlo fuori combattimento. Più avanti, Capitan Atomo menzionò che Despero era in custodia dei Reach. Nell'episodio "The Hunt", Despero fu visto con Mongul e il Team nelle celle statiche del Pianeta della Guerra.
- Despero compare in The Flash (serie televisiva) nella Ottava Stagione durante l’evento  “Armageddon” nei primi 5 episodi della stagione.

### Film
- Despero comparve in Superman/Batman: Nemici pubblici. Si trovò tra i super criminali che attaccarono Batman e Superman.

### Videogiochi
- Despero comparve anche nel videogioco Justice League Task Force, per le consolle SNES e Sega Genesis.